# D4085 (Var)
De D4085 is een korte departementale weg in het Franse departement Var. De weg ligt in de gemeente Châteauvieux en loopt aan beide kanten tot grens met Alpes-de-Haute-Provence. In het noorden loopt de loopt de weg verder als D4085 naar Castellane en Grenoble. In het westen loopt de weg ook als D4085 verder naar Grasse en Cannes.

## Geschiedenis
Oorspronkelijk was de D4085 onderdeel van de N85. In 2006 werd de weg overgedragen aan het departement Var, omdat de weg geen belang meer had voor het doorgaande verkeer. De weg is toen omgenummerd tot D4085.